# Fermín Revueltas
Fermín Revueltas Sánchez (Santiago Papasquiaro, 7 de julio de 1902 - Ciudad de México, 9 de septiembre de 1935) fue un dibujante, arquitecto, pintor y vitralista mexicano, iniciador del movimiento muralista mexicano. Perteneció a la familia Revueltas Sánchez de artistas.
Al lado de Diego Rivera, Fernando Leal, Ramón Alva de la Canal, Jean Charlot y Emilio García Cahero, a quienes se unirían tiempo después David Alfaro Siqueiros y José Clemente Orozco, Revueltas sería uno de los protagonistas de la etapa temprana del renacimiento de la gran pintura monumental, participando en la decoración de la Escuela Nacional Preparatoria –edificio construido en el siglo XVIII, que ocupó el Real Colegio de San Ildefonso– con su primera pintura mural la encáustica Alegoría de la virgen de Guadalupe.

## Su vida
En 1907 José Revueltas Gutiérrez, su esposa Romana Sánchez y sus hijos Silvestre, Fermín, Consuelo y Emilia vivieron en Colima, donde Silvestre inició sus estudios de violín. Hacia 1910 lograron establecerse en la ciudad de Guadalajara, para encomendar a los hijos mayores con tutores; mientras que Silvestre continuó con sus clases y ofreció su primer concierto infantil, Fermín aprendió a dibujar con un maestro jalisciense. Un año después, José Revueltas Gutiérrez se trasladó con su familia a la ciudad de Durango; ahí nacieron entre 1912 y 1920, los demás hermanos: Rosaura, Cuca, Lucha, José, María y Agustín. 
Desde muy joven Fermín Revueltas forjó sus inquietudes por las formas y los espacios. Su infancia en Santiago Papasquiaro, Durango conformó su imaginario pleno de paisajes, callejuelas, sembradíos y de experiencias en los cimbres mineros, así los primeros años del pintor estuvieron permeados de leyendas fantasmagóricas e historias de los yacimientos.

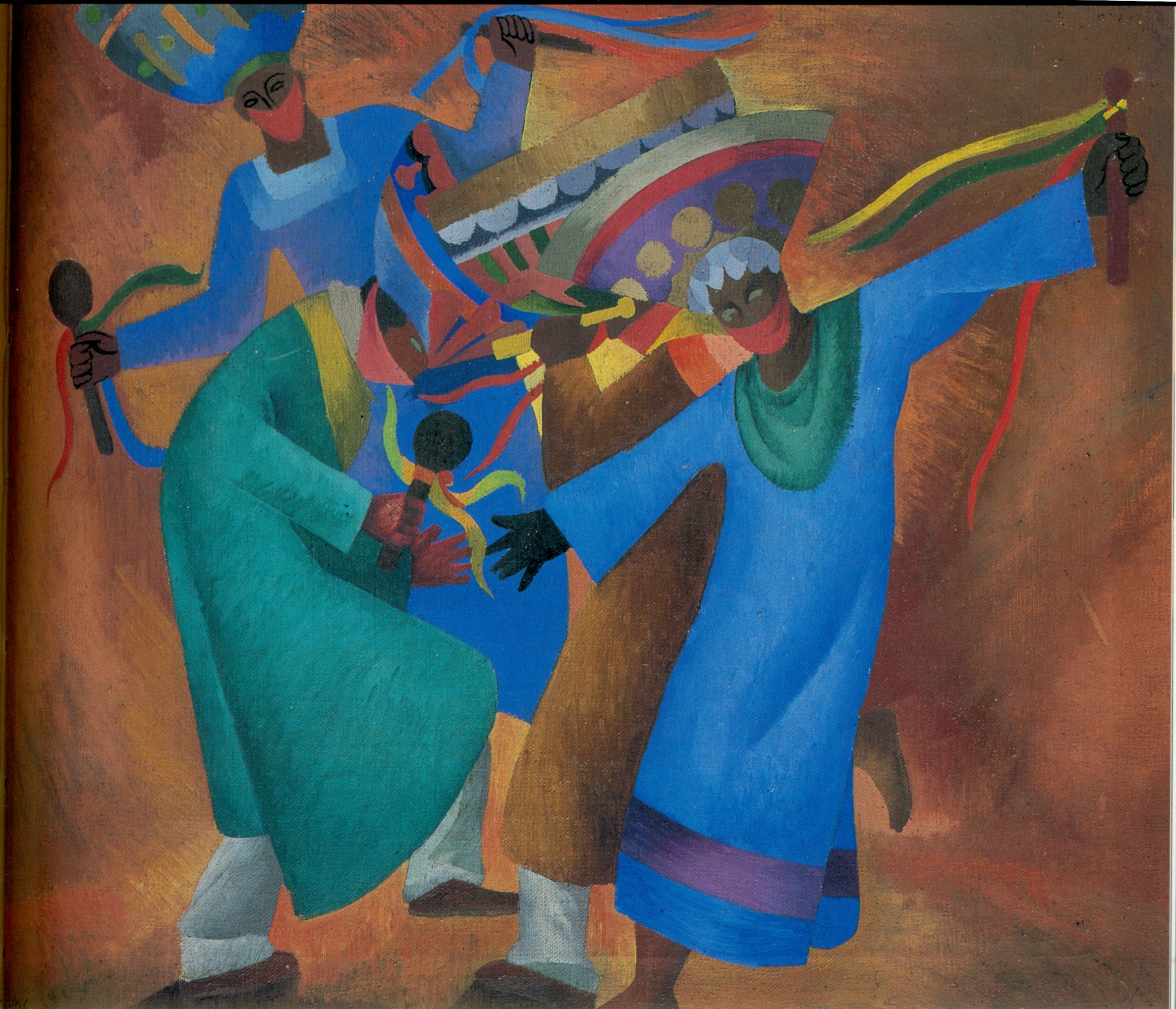
Danza de Yautepec

Para evitar que la leva enrolara a Silvestre y Fermín a mediados de 1917 su padre decidió enviarlos al Saint Edward´s College, un internado jesuita en Austin (Texas) donde permanecieron año y medio. La vida de los jóvenes no fue del todo grata: si bien estuvieron fuera de su país durante los álgidos días de la Revolución, en 1917 Estados Unidos entró a la Primera Guerra Mundial con una ofensiva aérea entrenada en Texas.
A finales de 1918 los jóvenes se mudaron a Chicago para realizar sus estudios universitarios, ahí encontraron un ambiente más relajado que en el internado pues la ciudad contaba con salas de exposiciones, universidades, eventos culturales y algún o que otro bar disfrazado de hospital o funeraria. Conocido como “speakeasy’s”, el ambiente de prohibición en aquellos galerones clandestinos donde se consumía alcohol y se escuchaban las bandas de jazz y a los músicos de blues, no tardó en contagiar a los hermanos Revueltas de la vida bohemia que los acompañaría el resto de su vida.
Durante estos años tuvieron contacto con artistas europeos exiliados en Estados Unidos durante la guerra, el conocimiento de los movimientos sociales y plásticos despertaron en Fermín cierto desprecio por la academia y por los cánones de los colegios de artes plásticas que impedían y llegaban incluso a nulificar las propuestas de los grupos europeos de vanguardia. Fermín se rodeó de estos nuevos postulados que aunados a la aparición del constructivismo ruso buscaban dar a la obra de arte valores estéticos universales, ligados a una retórica propia de la modernidad.
Silvestre y Fermín abandonaron Chicago a finales de 1920 y se reunieron con sus familiares en la Ciudad de México, la amalgama de experiencias vividas por los hermanos Revueltas no se detuvo al llegar a un país devastado por la lucha armada, hambriento e ignorante. El músico continuó con sus estudios en el Conservatorio Nacional de Música y en septiembre Fermín se inscribió en la Escuela de Pintura al Aire libre EPAL, esta escuela campo abierto pertenecía a la escuela Nacional de Bellas Artes, en ella no se limitaba la libertad creativa de los alumnos y a cambio se animaba la observación de las formas naturales al dibujo a mano suelta, los movimientos y volúmenes

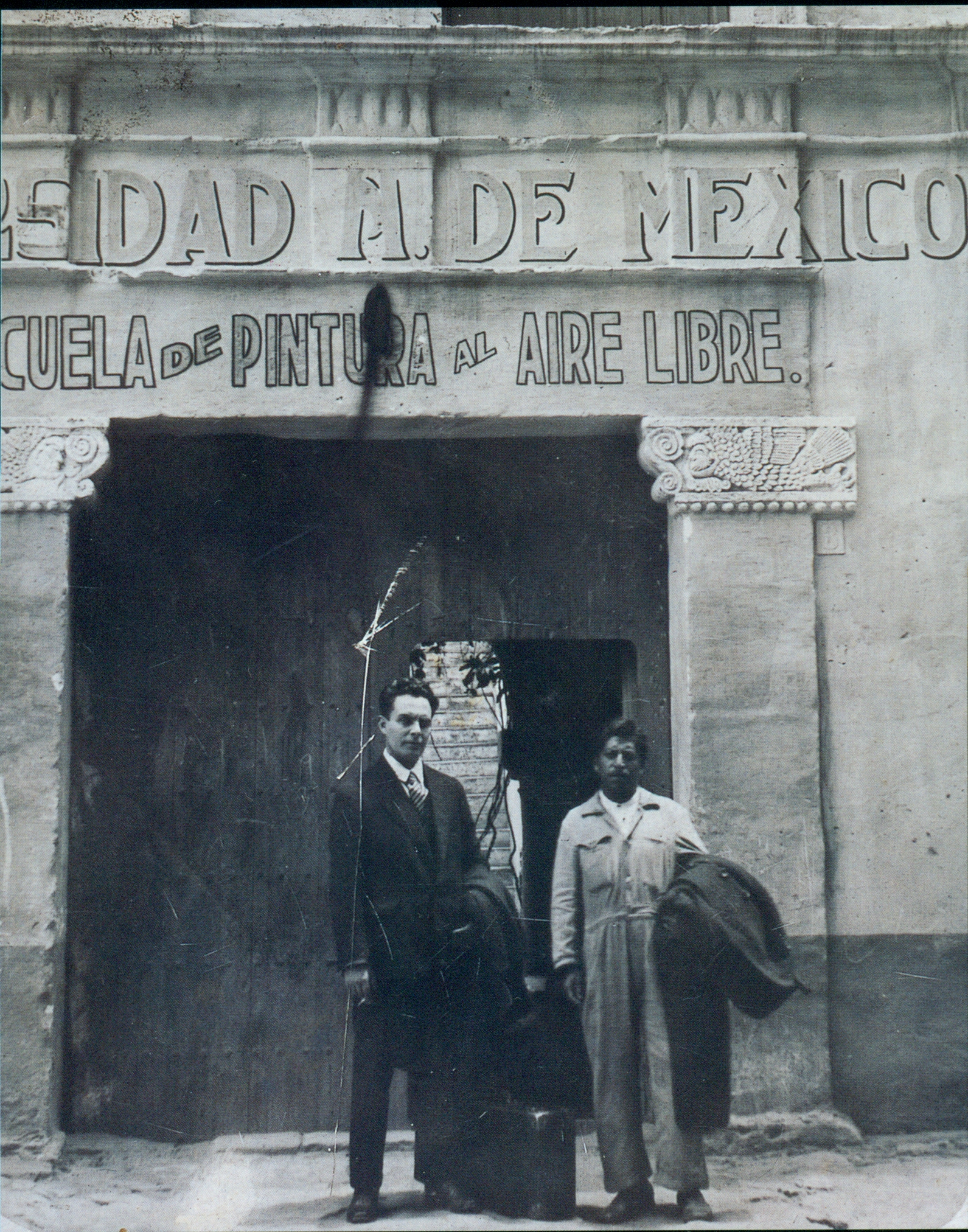
En la EPAL

En una excursión a Milpa Alta el pintor conoció a la profesora María Ignacia Estrada que alfabetizaba a los niños del poblado y con quien se casó en agosto de 1922 sin dar aviso a sus familiares. Para dicha boda fungieron como testigos los pintores Fernando Leal, Emilio García Cairo y José Fernández Urbina, además del poeta Manuel Maples Arce el padrino de bodas.

## Su trabajo
Fue un pintor prolífico con facetas que van del impresionismo a la viñeta constructivista, del cubofuturismo al grabado contestatario sobre madera, de la paisajística urbana a la rural, parte de esta producción sobrevive en la colección del ingeniero Silvestre Revueltas; empero, la mayoría de sus vitrales y murales desapareció, mientras que otros quedaron inconclusos o sin ejecutar. 
Por tanto, sus bocetos para obra de caballete, sus anteproyectos murales y vitrales o las descripciones que de ellos han hecho pintores, periodistas y escritores recuperan en buena medida la trayectoria estética del pintor. 

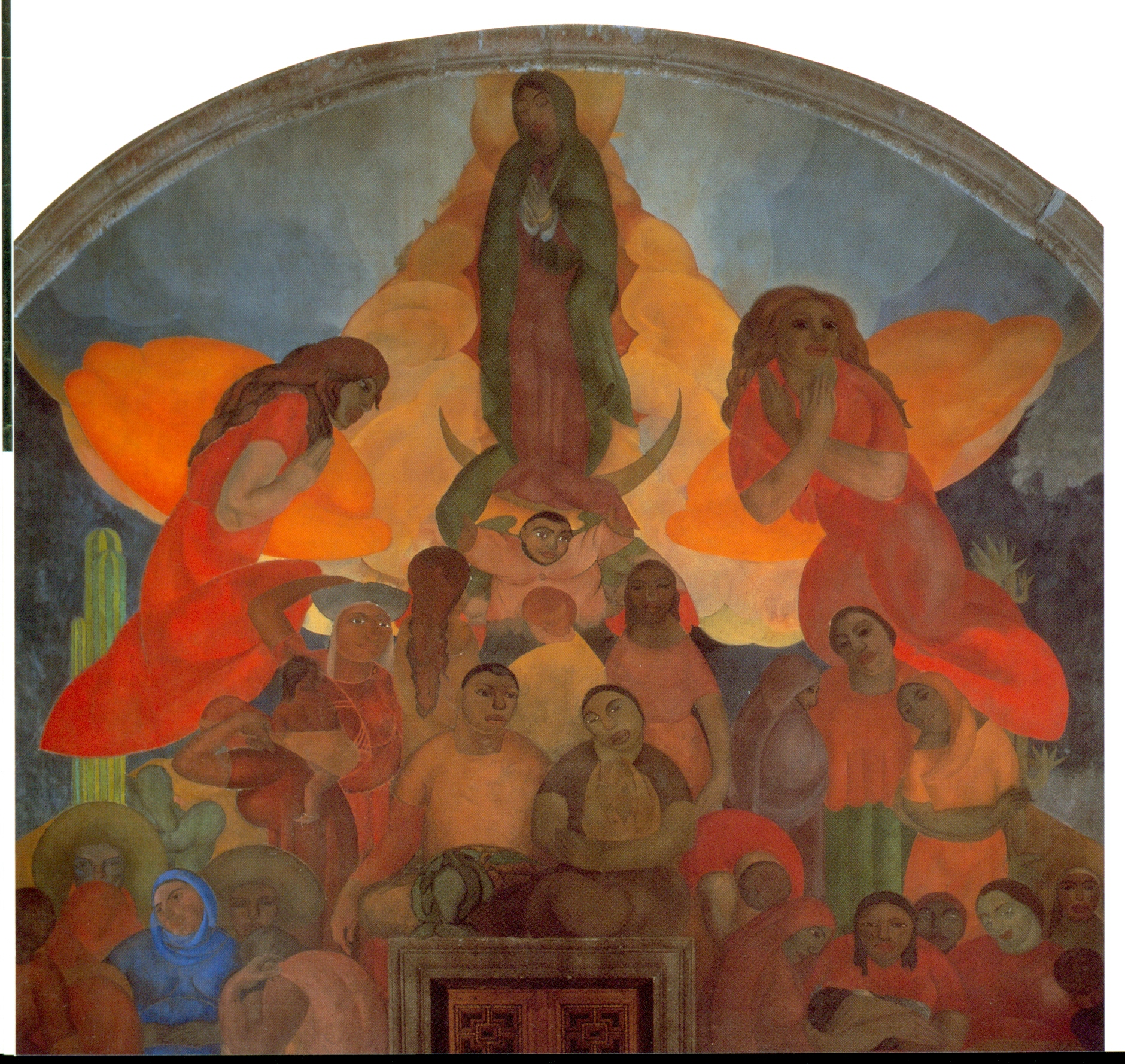
Alegoría a la Virgen de Guadalupe

## En la Nacional Preparatoria
De acuerdo con el programa de José Vasconcelos, nombrado ministro de educación en octubre de 1921, las misiones culturales y campañas contra el analfabetismo debían complementarse con la incorporación indígena del México moderno, a través de un sistema escolar nacional, con la difusión de las artes y la promoción de las artesanías.
El empeño de Vasconcelos por crear un lenguaje plástico que mostrara al mexicano las bondades y los atributos de su pasado, de su historia, lo llevó a conformar un equipo de artistas que ratificaran visualmente, en obras de gran formato, estos conceptos.
Vasconcelos ofreció los muros de la Escuela Nacional Preparatoria a Diego Rivera, que comenzó a trabajar en el Anfiteatro a principios de 1922, y al grupo de Coyoacán: Fermín Revueltas, Fernando Leal, Emilio García Cahero, Jean Charlot y Ramón Alva de la Canal. Revueltas aceptó su primera comisión mural en mayo de 1922, y escogió como tema la alegoría de la Virgen de Guadalupe, que sería ejecutada a la encáustica en uno de los muros de la entrada principal de la escuela.
En 1924, la renuncia de José Vasconcelos provocó que los muralistas excepto Diego Rivera quedaran fuera de cualquier comisión mural en edificios públicos. Esto condujo a Revueltas a un intenso trabajo personal, a declararse artista autónomo con sus propios cánones estilísticos.

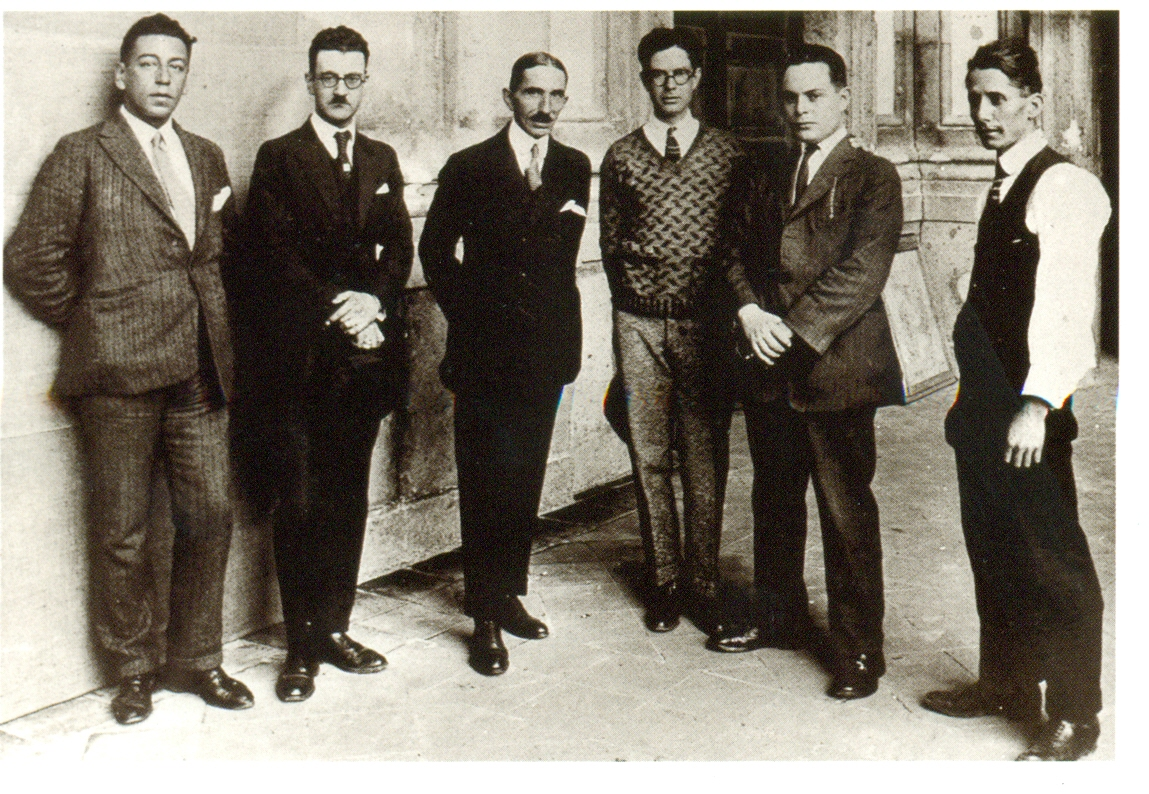
Con los estridentistas

## Movimiento Estridentista
En 1928 apoyó al poeta Manuel Maples Arce en la consolidación y desarrollo del estridentismo. Movimiento mexicano creado en 1921 que combinaba ideas del futurismo, el dadaísmo, el ultraísmo y el constructivismo europeos, promoviendo un homenaje a la tecnología y el movimiento de la urbe. Y donde se agruparon escritores con la participación de músicos y artistas plásticos, y el Grupo de pintores ¡30-30!, surgido en 1928, que tomó su nombre de la carabina utilizada durante la Revolución, apoyaron la reelección de Álvaro Obregón, cuestionaron los sistemas prevalecientes de la escuela de Bellas Artes y pelearon por preservar las escuelas de arte extramuros.

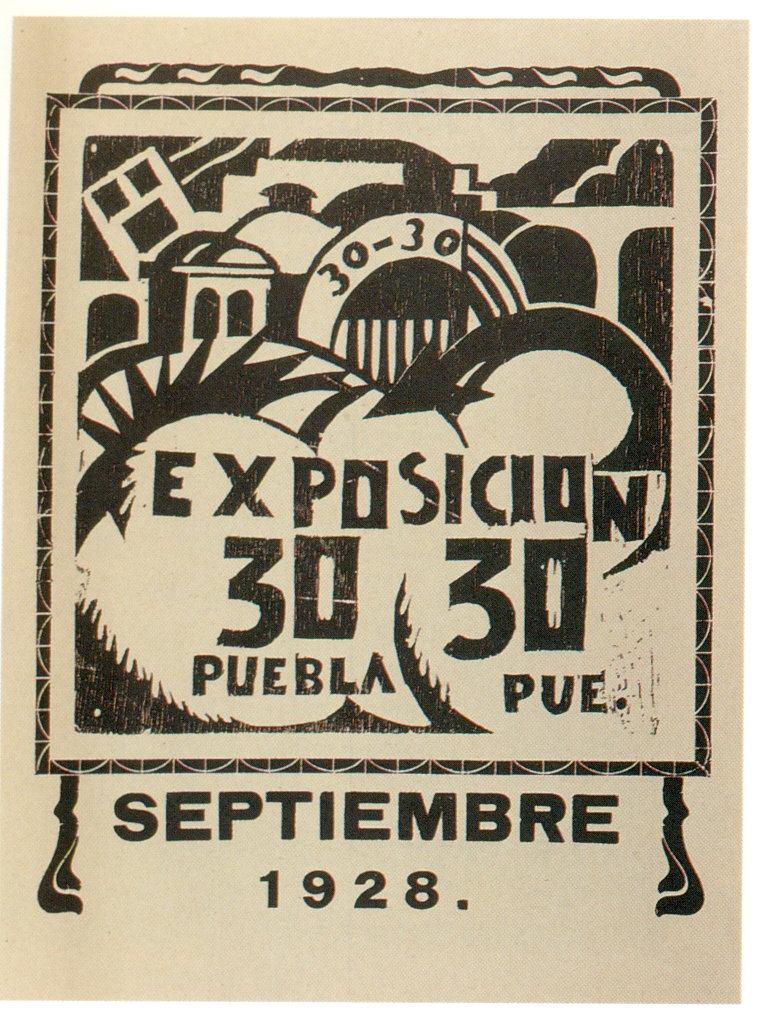
Exposición ¡30-30!

El grupo montó exposiciones en carpas, teatros y plazas públicas. Revueltas expuso xilografías (grabados en madera) con una temática abstracta que, sin desmerecer su calidad plástica, resultaron obras violentas, agresivas en comparación con su obra de caballete, en la cual prevalecían los paisajes y las escenas cotidianas. 
Revueltas y otros artistas simpatizantes del Partido Comunista Mexicano fueron perseguidos, para desvincularlos el gobierno los envió en calidad de misioneros culturales a distintas regiones del país nombrando a Revueltas maestro de las misiones culturales en Tabasco y Campeche. 
Sin embargo, poco duró su estancia en las misiones, pues su hijo Silvestre contrajo paludismo y la familia se vio obligada a regresar de inmediato a la capital donde el artista continuó con la docencia y participó en un sinnúmero de portadas, viñetas e ilustraciones para la revista Crisol. Revista de crítica editada por el bloque de obreros e intelectuales cuya labor editorial como ilustrador de revistas, libros y periódicos completa esta cualidad de artista integral propositivo, polifacético y comprometido con su obra.

## Vitrales
Fermín Revueltas también incursionó como vitralista hacia 1933, cuando la paleta del artista estaba en franco apogeo: realizaba obra mural, pintura de caballete, viñeta e ilustración para revistas o anuncios publicitarios, e impartía clases de dibujo en escuelas primarias y secundarias de la capital. 
El atractivo del vitral depende, en gran medida, de las tonalidades empleadas en las figuras y sus fondos, así como el movimiento dado a la fragmentación de la escena. Revueltas empleaba como modelos fotografías tomadas por él de paisajes, personas o lugares. Posteriormente cuadriculaba la fotografía, tendía una retícula en papeles traslúcidos para proyectar los primeros bocetos hacia una serie de dibujos previos hasta alcanzar una composición más o menos equilibrada de la escena. 
A pesar de que Revueltas perfeccionó sus diseños con relativa rapidez y fue adentrándose en el comportamiento del vidrios, su muerte impidió la realización de los trabajos para la Casa de Luis León y para el Banco de México. 
La sólida transparencia de las figuras sobre el vitral definió el carácter de Revueltas. Su apego por los temas mexicanos, propios de su generación, fue inseparable de su creación; pintó para él y para la intimidad callejera, cotidiana. Sin dejar de hacer arte de compromiso social, sus obras monumentales evitaron caer en el misticismo propiciado por Vasconcelos; a cambio, dieron fe de los cambios sociales de su tiempo, presenciaron la modernización tecnológica de México, y al mismo tiempo, fungieron como testigos de su desarrollo estilístico.
Su muerte prematura a los 33 años víctima de un ataque cardiaco, truncó el gran talento de Revueltas, pero su obra permanece como testimonio de una vida dedicada al quehacer artístico.
Algunos de los vitrales realizados por Fermín Revueltas son:
- Vitrales de la biblioteca del Centro Escolar Revolución en la Ciudad de México
- Vitrales "Corazón de niño robado" y "Justicia social" en la fachada del centro escolar Revolución Mexicana en Ciudad Juárez[2]
- Vitrales del antiguo hospital Colonia, en la calle Manuel Villalongín de la Colonia Cuauhtémoc, actualmente oficinas del IMSS[3]